# 一條神社

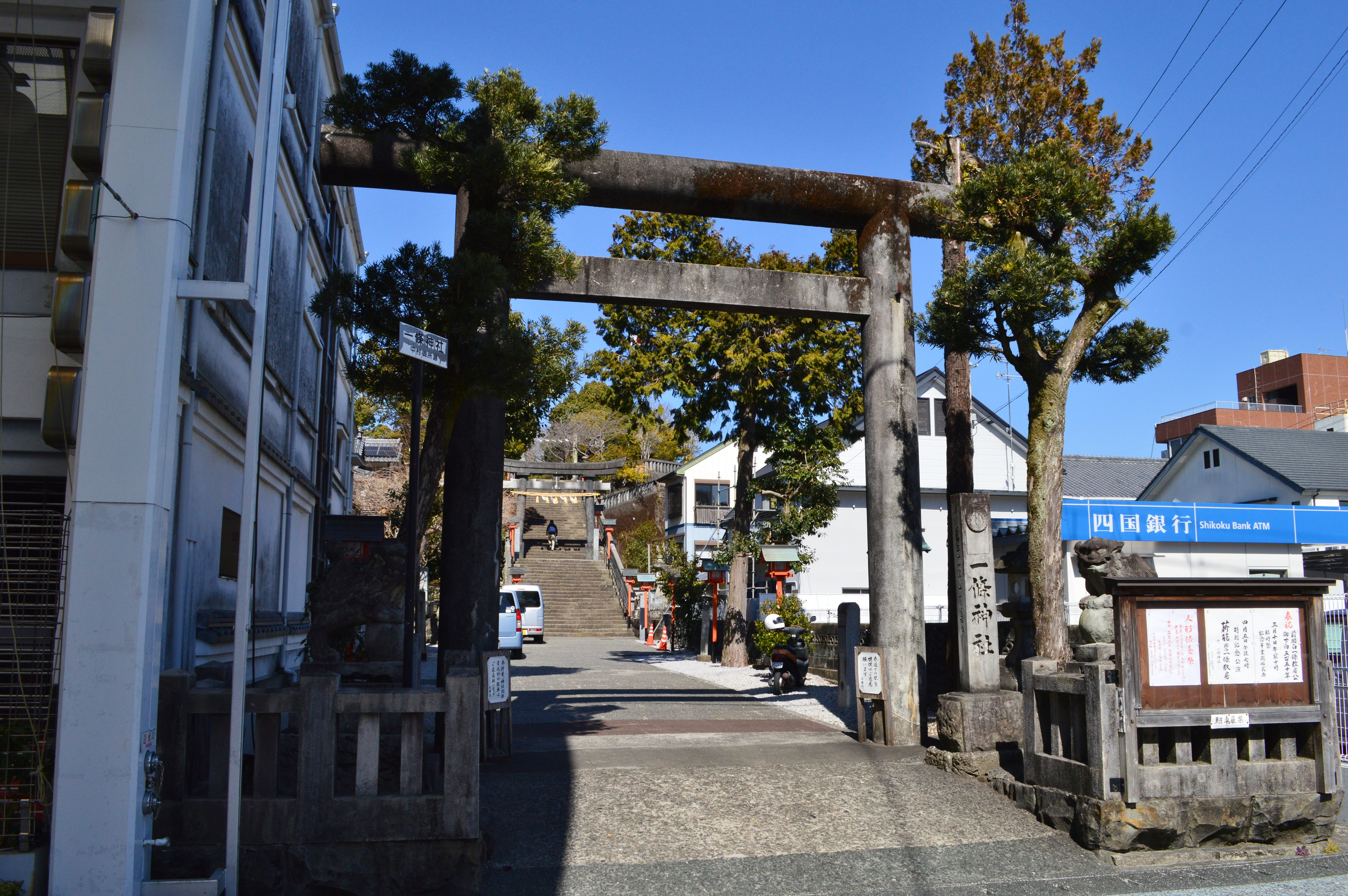
鳥居

一條神社（いちじょうじんじゃ）は、高知県四万十市中村本町にある神社。旧社格は県社。神紋は｢下り藤｣。
旧中村市中心部、小森山の山上の一条氏御所跡に鎮座する、土佐一条氏の祖先神と一族を祀る神社である。

## 祭神
- 若藤男命
- 若藤女命
- 一条教房と土佐一条氏歴代当主及び連枝の霊

## 歴史
現在の社殿地には、戦国時代に当地を支配し中村市街地の基礎を築いた土佐一条氏の中村御所があった。一条氏の滅亡後に御所は荒廃したが、その跡に1607年（慶長12年）に一条氏遺臣により歴代当主の霊を祀る祠が建てられたのが当社の起源となる。
その後、1862年（文久2年）になって土佐藩の幡多郡奉行らにより幡多郡総鎮守として社殿が造営され、一條神社として改めて建立された。
現在の本殿は1944年（昭和19年）の建立である。

## 境内
- 本殿
- 拝殿
- 中村御所館跡
- 中村開府五百年及び国鉄中村線（現 土佐くろしお鉄道中村線）開業記念碑

## 摂末社
- 天神社
  - 祭神：少彦名命、菅原道真公

京都の五條天神社から中村の天神山に勧請されたと伝えられる。天神山を切り崩して中村市新庁舎を建設するにあたり、昭和28年、天神山から一條神社境内の現在地に移された。旧社格は村社。
- 愛宕神社

## 祭事
- 例大祭は「一條大祭」と呼ばれ、11月22日から3日間にわたって行われる。土佐の三大祭りにも数えられている。
- 全日本女郎ぐも相撲大会[1] - 8月第1土曜日

## 文化財

### 四万十市指定文化財
- 史跡
  - 中村御所跡 - 昭和41年（1966年）3月8日指定[2]。

## 現地情報
所在地
- 高知県四万十市中村本町1-3

交通アクセス
- 鉄道：土佐くろしお鉄道中村線 中村駅（車で約5分）
- バス：高知西南交通バスで「市役所前」バス停下車（下車後徒歩約3分）

周辺
- 中村城跡（為松公園）